# Dekanat Mistelbach-Pirawarth
Dekanat Mistelbach-Pirawarth – jeden z 16 dekanatów rzymskokatolickiej wchodzących w skład wikariatu Unter dem Manhartsberg archidiecezji wiedeńskiej w Austrii. W jego skład wchodzi 21 parafii. 

## Lista parafii
| Lp. | Miejscowość                  | Parafia                                    | Kościół                                                                | Grafika |
| --- | ---------------------------- | ------------------------------------------ | ---------------------------------------------------------------------- | ------- |
| 1   | Bad Pirawarth                | Parafia św. Barbary i św. Agaty            | Kościół św. Barbary i św. Agaty w Bad Pirawarth                        |         |
| 2   | Wilfersdorf-Bullendorf       | Parafia Najświętszej Maryi Panny Królowej  | Kościół Najświętszej Maryi Panny Królowej w Wilfersdorf-Bullendorf     |         |
| 3   | Mistelbach-Eibesthal         | Parafia św. Marka                          | Kościół św. Marka w Mistelbach-Eibesthal                               |         |
| 4   | Hörersdorf-Frättingsdorf     | Parafia Siedmiu Boleści Matki Bożej        | Kościół Siedmiu Boleści Matki Bożej w Hörersdorf-Frättingsdorf         |         |
| 5   | Gaweinstal                   | Parafia św. Grzegorza                      | Kościół św. Grzegorza w Gaweinstal                                     |         |
| 6   | Groß-Schweinbarth            | Parafia św. Marcina                        | Kościół św. Marcina w Groß-Schweinbarth                                |         |
| 7   | Gaweinstal-Höbersbrunn       | Parafia św. Wawrzyńca Diakona              | Kościół św. Wawrzyńca Diakona w Gaweinstal-Höbersbrunn                 |         |
| 8   | Hohenruppersdorf             | Parafia Świętego Krzyża                    | Kościół Świętego Krzyża w Hohenruppersdorf                             |         |
| 9   | Hörersdorf                   | Parafia św. Oswalda                        | Kościół św. Oswalda w Hörersdorf                                       |         |
| 10  | Mistelbach-Hüttendorf        | Parafia św. Barbary                        | Kościół św. Barbary w Mistelbach-Hüttendorf                            |         |
| 11  | Wilfersdorf-Kettlasbrunn     | Parafia św. Sebastiana                     | Kościół św. Sebastiana w Wilfersdorf-Kettlasbrunn                      |         |
| 12  | Bad Pirawarth-Kleinharras    | Parafia Świętych Apostołów Filipa i Jakuba | Kościół Świętych Apostołów Filipa i Jakuba w Bad Pirawarth-Kleinharras |         |
| 13  | Hohenruppersdorf-Martinsdorf | Parafia św. Marcina                        | Kościół św. Marcina w Hohenruppersdorf-Martinsdorf                     |         |
| 14  | Mistelbach an der Zaya       | Parafia św. Marcina                        | Kościół św. Marcina w Mistelbach an der Zaya                           |         |
| 15  | Obersulz-Niedersulz          | Parafia św. Jana Chrzciciela               | Kościół św. Jana Chrzciciela w Obersulz-Niedersulz                     |         |
| 16  | Obersulz                     | Parafia św. Marcina                        | Kościół św. Marcina w Obersulz                                         |         |
| 17  | Paasdorf                     | Parafia św. Idziego                        | Kościół św. Idziego w Paasdorf                                         |         |
| 18  | Gaweinstal-Pellendorf        | Parafia św. Katarzyny                      | Kościół św. Katarzyny w Gaweinstal-Pellendorf                          |         |
| 19  | Gaweinstal-Schrick           | Parafia św. Małgorzaty                     | Kościół św. Małgorzaty w Gaweinstal-Schrick                            |         |
| 20  | Hörersdorf-Siebenhirten      | Parafia św. Rocha                          | Kościół św. Rocha w Hörersdorf-Siebenhirten                            |         |
| 21  | Wilfersdorf                  | Parafia św. Mikołaja                       | Kościół św. Mikołaja w Wilfersdorf                                     |         |